# Vánoční koledy pana Hankeyho
Vánoční koledy pana Hankeyho (v anglickém originále Mr. Hankey's Christmas Classics) je patnáctý díl třetí řady amerického komediálního animovaného televizního seriálu Městečko South Park. 

## Děj
Epizoda je plná kratších příběhů doprovázených hudbou s přivítáním pana Hankeyho. Díl je o slavení Chanuky rodinou Broflovských, Satanovým vystoupením v pekle, vystoupením pana Mackeyho v kostýmu zvonu, vystoupením Eica Cartmana a jeho sobeckosti v Betlémě nebo navážením se pana Garrisona do jiných zemí a náboženství, které neslaví Vánoce. Následuje také hra na klavír od Shelley Marshové a na závěr hudební duo Ježíše Krista a Santa Clause, které zpívá koledy. Pan Hankey je nakonec spláchnut do záchodu, ale stihne se rozloučit a popřát veselé Vánoce.